# Obelisken i Borås
Obelisken i Borås, mer känd som Tandpetaren, är ett monument i Borås utformad som en obelisk. Obelisken beställdes 1821 från Kolmårdens marmorbruk. Den invigdes dock först den 4 juli 1859.

## Historia

### Bakgrund
Obelisken beställdes 1821 från Kolmårdens marmorbruk som ett minne av Karl XIV Johans besök i staden samma år. Dock kom den inte på plats, utan marmorblocken blev liggande i Linköping. I juni 1853 föreslog riksdagsmannen och ägaren till Borås Tidning Carl Gustaf Rydin att obelisken skulle tas till Borås och sättas upp. Den 4 juli 1859 kunde Obelisken äntligen invigas, 38 år efter kungens besök.
Ursprungligen stod obelisken på Stora torget. Dock togs den bort 1940 då Sjuhäradsbrunnen skulle ställas upp på torget. 1941 flyttades den och restes på Yxhammarsgatan där den står kvar.

### Bilder

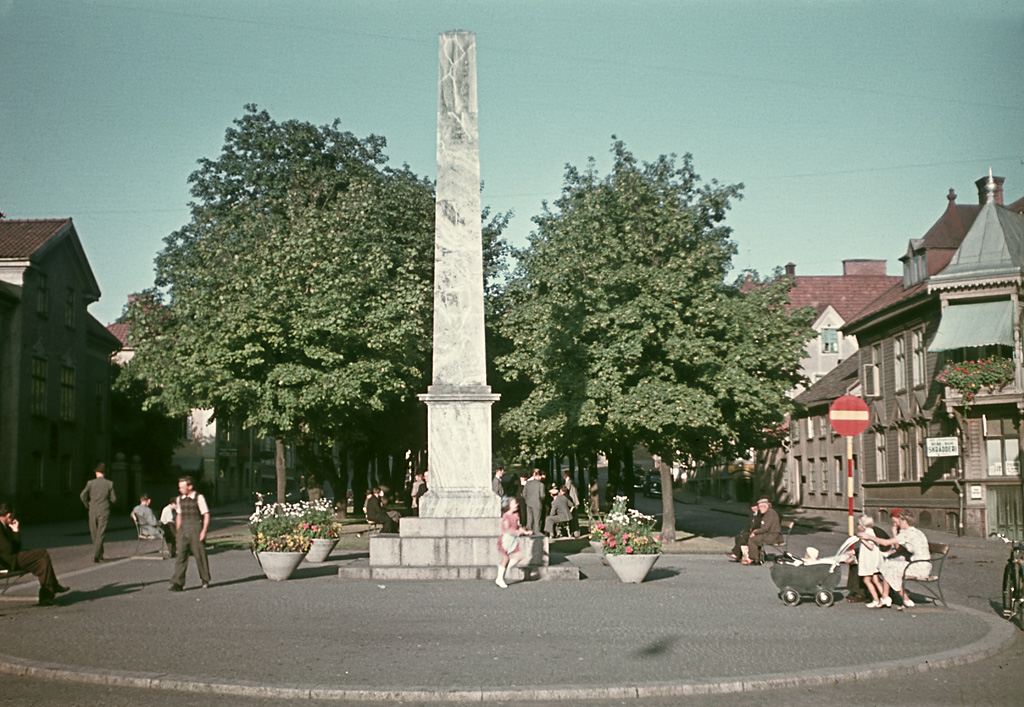
Obelisken på ett foto från 1944.

## Utseende och namn
Obelisken är formad av fyra stenblock i kolmårdsmarmor och står på en piedestal i samma material. Allt står på en bas utformad som trappsteg i granit. Den skall vara 17 alnar hög, vilket är ca 10 meter.
På piedestalen står följande ingraverat, ursprungligen i förgyllda bokstäver:
| ” | ÅT KONUNG CARL XIV JOHAN AF BORÅS INNEVÅNARE | „ |

## Invigning[1]
Invigningen inleddes den 4 juli 1859 klockan 12 med att Älvsborgs regemente marscherade in med flygande fanor och sin musikkår, de hade på förmiddagen avmarscherat från sin övningsplats på Fristadshed. De formerade sig kring monumentet. Samtidigt hade ett flertal personer samlats på Borås rådhus, från vilket man avtågade, ledda av landshövding greve Erik Sparre. Väl framme vid monumentet samlade sig nu deltagarna samt många åskådare, och invigningen inleddes officiellt vid halv ett.
Landshövdingen höll ett tal, och bad därefter att monumentet skulle avtäckas. Han avslutade med:
| ” | Må täckelset falla och kommande slägten i den nu aftäckta ärestoden skåda ett vedermäle af den minnesstod, Carl Johan rest sig i sina undersåtars hjertan; skåda vedermälet af en hyllning åt snillet, hjeltemodet och äran, förenade med ädelmodet, menniskokärleken och storsintheten! | „ |

Folksamlingen sjöng därefter Bevare Gud vår kung, och man avgav därefter kunglig salut om 21 skott med en kanon och musikkåren blåste fanfarer. Därefter defilerade Älvsborgs regemente förbi monumentet med sänkta fanor och värjor, varefter folksamlingen upplöstes.
På kvällen anordna stadens borgerskap bal i rådhusets stora salong.